# Текстура пемзова
Текстура пемзова – різновид текстури гірських порід. Текстура сильнопористих склуватих вулканічних порід переважно кислого складу. Наявна велика кількість пустот з тонкими стінками вулканічного скла.